# زیردریایی یو-۳۹۹
زیردریایی یو-۳۹۹ (به انگلیسی: German submarine U-399) یک زیردریایی بود که طول آن ۶۷٫۱ متر (۲۲۰ فوت ۲ اینچ) بود. این زیردریایی در سال ۱۹۴۳ ساخته شد.